# Pseudopanthera himalayica
Pseudopanthera himalayica là một loài bướm đêm trong họ Geometridae.